# Eiichirō Ishida
Pour les articles homonymes, voir Ishida.
Eiichirō Ishida (石田 英一郞, Ishida Eiichirō), 13 juin 1903 - 9 novembre 1968, est un folkloriste japonais.

## Biographie
Communiste dans sa jeunesse, il est condamné en 1928 à cinq ans de prison au titre des lois de préservation de la paix. Au cours de son incarcération, le champ de ses lectures est très vaste, des classiques chinois à l'anthropologie occidentale. À sa libération en 1934, il assiste à une conférence donnée par Yanagita Kunio, le doyen des études sur le folklore, conférence où il fait la connaissance de Masao Oka qui vient d'obtenir un diplôme en ethnologie de l'université de Vienne. Grâce aux bons offices d'Oka il est présenté à et épouse une petite-fille du frère aîné de Yanagita. Les vexations ne lui sont pas totalement épargnées par cette avantageuse relation : Il reste au chômage et doit souffrir les visites mensuelles par des agents de police qui le maintiennent sous surveillance. L'impasse professionnelle dans laquelle il se trouve est dégagée lorsqu'Oka réussit à obtenir pour lui une bourse pour étudier à l'étranger dans sa propre alma mater, l'Université de Vienne
À l'âge relativement tardif de 34 ans, Ishida commence à y suivre des conférences à partir de mars 1937. Après l'invasion et l'annexion de l'Autriche par Hitler, nombre de ses professeurs en ethnologie, parmi lesquels le père Wilhelm Schmidt, le linguiste et anthropologue mondialement connu, sont contraints à l'exil et avec le déclenchement de la Seconde Guerre mondiale, il est rapatrié sur le dernier navire disponible pour les ressortissants japonais en partance de Bordeaux, le Kagoshima-maru.
Son expertise en ethnographie est rapidement utilisée à son retour et il reçoit finalement un emploi en tant que membre d'une organisation gouvernementale qui s'intéresse à la recherche sur les minorités folkloriques en Asie de l'Est. En 1941, il observe les tribus du sud de Sakhaline/Karafuto telles que les Gilyak (Nivkhes), les Aïnous et les Oroks.
Il est lauréat en 1967 du prix Mainichi de la culture pour son ouvrage Maya bunmei (マヤ文明).

## Source de la traduction
- (en) Cet article est partiellement ou en totalité issu de l’article de Wikipédia en anglais intitulé « Ishida Eiichirō » (voir la liste des auteurs).